# Нёшатель-ан-Бре
Нёшатель-ан-Бре (фр. Neufchâtel-en-Bray) — город на севере Франции, регион Нормандия, департамент Приморская Сена, округ Дьеп, центр одноименного кантона. Расположен в 36 км к юго-востоку от Дьепа и в 50 км к северо-востоку от Руана, в 1 км от автомагистрали А28 "Дорога эстуарий". Через город протекает небольшая река Бетюн. Является родиной известного сыра «Нёшатель». Считается, что это самый древний сыр Нормандии.
Население (2018) — 4 711 человек.

## История
Нёшатель является историческим центром региона Пеи-де-Бре (Pays de Bray). В 1106 году нормандский герцог и король Англии Генрих I построил здесь замок, вокруг которого стал развиваться город. В XII веке в Нёшателе была построена церковь Нотр-Дам.
Расположенный в месте, имевшем большое стратегическое значение, Нёшатель на протяжении веков неоднократно брался штурмом, разорялся и сжигался. В 1596 году, в конце периода Религиозных войн король Генрих IV приказал снести местный замок и городские укрепления.
После административной реформы, принятой во время Великой Французской революции, Нёшатель стал одной из супрефектур департамента Приморская Сена - центром одноименного округа. Этого статуса он был лишен в 1926 году, когда округ Нёшатель был объединен с округом Дьеп.
7 июня 1940 года во время Французской кампании авиация нацистской Германии подвергла Нёшатель массированной бомбардировке, в ходе которой около 80% города было уничтожено.

## Достопримечательности
- Церковь Нотр-Дам XII-XVI веков, восстановленная после Второй мировой войны
- Музей искусств и народных традиций Матон-Дюран (Mathon-Durand)
- Театр Робер-Озель (Robert-Auzelle)

## Экономика
Молочные производства компании Danone, сыроварни, в основном производящие "Нёшатель" (Neufchâtel)
Структура занятости населения:
- сельское хозяйство — 0,0 %
- промышленность — 10,2 %
- строительство — 5,3 %
- торговля, транспорт и сфера услуг — 40,5 %
- государственные и муниципальные службы — 44,0 %

Уровень безработицы (2017) — 16,4 % (Франция в целом —  13,4 %, департамент Приморская Сена — 15,3 %). 

Среднегодовой доход на 1 человека, евро (2018) — 18 690 (Франция в целом — 21 730, департамент Приморская Сена — 21 140).

## Демография
Динамика численности населения, чел.

## Администрация
Пост мэра Нёшатель-ан-Бре с 2008 года занимает член партии Республиканцы Ксавье Лефрансуа (Xavier Lefrançois). На муниципальных выборах 2020 года возглавляемый им правый список победил в 1-м туре, получив 71,51 % голосов.
| Период | Период | Фамилия          | Партия                                                          | Примечания                                                                 |
| ------ | ------ | ---------------- | --------------------------------------------------------------- | -------------------------------------------------------------------------- |
| 1959   | 1983   | Шарль Ферран     | Народно-республиканское движение Союз за французскую демократию | функционер почтовой службы, член Генерального совета департамента, сенатор |
| 1983   | 1995   | Жан Ватр         | Разные правые                                                   | нотариус                                                                   |
| 1995   | 2008   | Морис Муке       | Социалистическая партия                                         | директор школы                                                             |
| 2008   |        | Ксавье Лефрансуа | Республиканцы                                                   | фермер, член Регионального совета Верхней Нормандии                        |

## Города-побратимы
- Уитчёрч, Великобритания

## Галерея
- Музей Матон-Дюран
- Бывшее здание Сбербанка